# Steeton
Steeton is een civil parish in het bestuurlijke gebied Selby, in het Engelse graafschap North Yorkshire. In 2001 telde het civil parish 27 inwoners. Steeton komt in het Domesday Book (1086) voor als 'Stiueton'/'Stiuetone'/'Stiuetune'.